# Ararat (nave)
La Ararat fu una nave da carico battente bandiera turca, giunta la sera del 26 dicembre 1997 nelle acque di Badolato, in Calabria, carica di migranti curdi iracheni e turchi, egiziani, libanesi, afgani e bengalesi e descritta come una delle cosiddette "navi a perdere".

## Storia
Costruita nei cantieri Robert Duncan & Co, a Port Glasgow, in Scozia, Regno Unito e varata il 15 luglio 1886, fu battezzata col nome Warren Hastings e immatricolata nel porto di Greenock, entrando in servizio come rimorchiatore il 24 agosto 1886 per la Patrick Keith & James Heggie Mudie (Clive Steam Tug Co) di Londra.
Passata di mano diverse volte, dal 1903 inizia ad operare nel mar di Marmara tra lo stretto dei Dardanelli e Costantinopoli, venendo ingaggiata assieme al rimorchiatore Dahousie con contratto a clausola “no cure, no pay” (nessun risultato, nessun pagamento) assieme ad un'altra nave appoggio per palombari, per il salvataggio del piroscafo rumeno Principesa Maria della SMR (già Ignazio Florio delle Società riunite Florio e Rubattino), incagliatosi a causa di un fortunale al comando di Constantin Ciuchi sull'isola di Tenedo, nella notte tra il 12 e il 13 gennaio 1907, e disincagliato soltanto il 25 marzo successivo, con tante e tali difficoltà che fu poi necessario mandarla a Livorno per essere parzialmente ricostruita.
Acquistata dalla Marina ottomana nel 1912 e ribattezzata Intibah, viene trasformata in posamine presso l'arsenale navale di Costantinopoli, viene trasformata di nuovo in rimorchiatore nel 1933 presso i cantieri di Gölcük, rimanendo in servizio con la Marina militare turca fino al 1956.
Tra il 1959 e il 1964 viene riconvertita in nave da carico generale e ricostruita nel 1967, assumendo il nome di Ararat, nome del monte sulla cui cima, secondo la Bibbia, Noè approdò con la sua arca dopo il diluvio universale scatenato da Dio per punire gli uomini.
Riportata come affondata nel 1989 viene successivamente recuperata ed utilizzata per il trasporto di cemento e granaglie.
La sera del 21 dicembre 1997, l'Ararat salpa dal porto di Kartal, vicino ad Istanbul, con rotta occidentale, effettuando dapprima una sosta al largo per imbarcare altri migranti egiziani, trasbordati da un'altra imbarcazione, e poi in un porto della Grecia per rifornirsi di viveri e riprendere poi la navigazione verso le coste italiane arenandosi poco dopo le 22 del 26 dicembre a pochi metri dalle coste di Badolato.
Le operazioni di sbarco si conclusero alle 14 pomeriggio del 27 dicembre, gli immigrati risultarono essere 825 di cui 660 uomini, 84 donne e 81 bambini, in prevalenza di etnia curda.